# Touvre
 Touvre  es una población y comuna francesa, en la región de Poitou-Charentes, departamento de Charente, en el distrito de Angoulême y cantón de Ruelle-sur-Touvre.

## Demografía
| 567 | 604 | 785 | 933 | 1020 | 1024 |
| Para los censos de 1962 a 1999 la población legal corresponde a la población sin duplicidades (Fuente: INSEE [Consultar]) |     |     |     |      |      |